# Keizer (Oregon)
Keizer é uma cidade localizada no estado norte-americano de Oregon, no Condado de Marion.

## Demografia
Segundo o censo norte-americano de 2000, a sua população era de 32.203 habitantes.
Em 2006, foi estimada uma população de 35.027, um aumento de 2824 (8.8%).

## Geografia
De acordo com o United States Census Bureau tem uma área de
19,1 km², dos quais 18,7 km² cobertos por terra e 0,4 km² cobertos por água.

## Localidades na vizinhança
O diagrama seguinte representa as localidades num raio de 12 km ao redor de Keizer.